# Championnat de Tunisie de football 1971-1972
Navigation
Saison précédente Saison suivante
La saison 1971-1972 du championnat de Tunisie de football est la 17e édition de la première division tunisienne à poule unique, la Ligue Professionnelle 1. Les quatorze meilleurs clubs tunisiens jouent les uns contre les autres à deux reprises durant la saison, à domicile et à l'extérieur. En fin de saison, les deux derniers du classement sont relégués et les deux meilleurs clubs de Ligue Professionnelle 2 sont quant à eux promus en D1.
L'Étoile sportive du Sahel remporte le titre cette saison en terminant en tête du championnat, trois points devant le Club africain, une nouvelle fois victorieux en coupe de Tunisie et six points devant le Club olympique des transports. Il s'agit du cinquième titre de l'Étoile sportive du Sahel. Le tenant du titre, le Club sportif sfaxien ne prend que la sixième place, à quatorze points du champion. De son côté, une Espérance sportive de Tunis rajeunie éprouve de grandes difficultés pour se maintenir parmi l'élite et termine avec un seul point d'avance sur le premier relégué.

## Clubs participants
- Sfax railway sport
- El Makarem de Mahdia
- Club africain
- Espérance sportive de Tunis
- Étoile sportive du Sahel
- Club athlétique bizertin
- Club sportif des cheminots
- Union sportive maghrébine - Promu de LP2
- Stade tunisien
- Club sportif sfaxien
- Union sportive monastirienne
- Avenir sportif de La Marsa
- Club olympique des transports
- Stade sportif sfaxien - Promu de LP2

## Compétition

### Classement
Le barème de points servant à établir le classement se décompose ainsi :
- Victoire : 3 points
- Match nul : 2 points
- Défaite : 1 point

| Rang | Équipe                        | Pts | J  | G  | N  | P  | Bp | Bc | Diff |
| ---- | ----------------------------- | --- | -- | -- | -- | -- | -- | -- | ---- |
| 1    | Étoile sportive du Sahel      | 65  | 26 | 15 | 9  | 2  | 37 | 14 | +23  |
| 2    | Club africain (C)             | 62  | 26 | 13 | 10 | 3  | 36 | 15 | +21  |
| 3    | Club olympique des transports | 59  | 26 | 12 | 9  | 5  | 30 | 19 | +11  |
| 4    | Club athlétique bizertin      | 59  | 26 | 12 | 9  | 5  | 28 | 23 | +5   |
| 5    | Sfax railway sport            | 54  | 26 | 8  | 12 | 6  | 21 | 22 | -1   |
| 6    | Club sportif sfaxien (T)      | 51  | 26 | 6  | 13 | 7  | 31 | 26 | +5   |
| 7    | Stade tunisien                | 50  | 26 | 7  | 10 | 9  | 20 | 18 | +2   |
| 8    | Avenir sportif de La Marsa    | 50  | 26 | 6  | 12 | 8  | 19 | 23 | -4   |
| 9    | Espérance sportive de Tunis   | 49  | 26 | 7  | 9  | 10 | 24 | 20 | +4   |
| 10   | El Makarem de Mahdia          | 49  | 26 | 6  | 11 | 9  | 19 | 20 | -1   |
| 11   | Union sportive maghrébine (P) | 49  | 26 | 8  | 7  | 11 | 26 | 34 | -8   |
| 12   | Union sportive monastirienne  | 49  | 26 | 6  | 11 | 9  | 15 | 20 | -5   |
| 13   | Club sportif des cheminots    | 48  | 26 | 4  | 14 | 8  | 11 | 19 | -8   |
| 14   | Stade sportif sfaxien (P)     | 34  | 26 | 2  | 4  | 20 | 16 | 60 | -44  |

|  | Qualification pour la coupe du Maghreb des clubs champions 1972-1973                         |
|  | Qualification pour la coupe du Maghreb des vainqueurs de coupe 1972-1973                     |
|  | Relégation directe en deuxième division                                                      |
|  | (T) Tenant du titre (C) Vainqueur de la coupe de Tunisie (P) Club promu de deuxième division |

### Meilleurs buteurs
- 12 buts : Moncef Khouini (CA)
- 10 buts : Mohamed Ali Akid (CSS), Mohamed Sahnoun (SSS), Othman Mellouli (CAB), Amor Amara (EMM) et Mohieddine Habita (COT)
- 9 buts : Abdesselam Adhouma (ESS)
- 7 buts : Slah Karoui (ESS), Youssef Zouaoui (CAB), Hassen Bayou (CA) et Nouri Hlila (USMo)

### Meilleurs joueurs
Voici la liste des onze lauréats : 
- Ahmed Mghirbi (ST) : 52 étoiles
- Mohsen Habacha (ESS), Ezzedine Chakroun (SRS) et Ridha Akacha (EST) : 51 étoiles
- Charfi Bellil (CSC) et Moncef Tabka (USMo) : 49 étoiles
- Mokhtar Hasni (EMM) et Noureddine Ben Arfa (ST) : 48 étoiles
- Abdallah Trabelsi (ST) et Nouri Hlila (USMo) : 46 étoiles
- Néjib Limam (ST) : 44 étoiles

## Bilan de la saison
| Championnat de Tunisie de football 1971-1972       |                                     |
| Champion                                           | Étoile sportive du Sahel (5e titre) |
| Coupes et trophées                                 |                                     |
| Vainqueur de la Coupe de Tunisie 1971-1972         | Club africain                       |
| Qualifications continentales                       |                                     |
| Coupe du Maghreb des clubs champions 1972-1973     | Étoile sportive du Sahel            |
| Coupe du Maghreb des vainqueurs de coupe 1972-1973 | Club africain                       |
| Promotions et relégations                          |                                     |
| Promus en Ligue Professionnelle 1                  | Jeunesse sportive kairouanaise      |
| Promus en Ligue Professionnelle 1                  | Club sportif de Hammam Lif          |
| Relégués en Ligue Professionnelle 2                | Club sportif des cheminots          |
| Relégués en Ligue Professionnelle 2                | Stade sportif sfaxien               |

Quelques faits et curiosités peuvent être évoqués :
- 349 buts sont marqués au cours du championnat, dont 172 à l'aller et 177 au retour, avec une moyenne de 1,9 but par match.
- 112 joueurs différents marquent des buts ; le plus grand nombre (douze) est enregistré par l'Étoile sportive du Sahel, contre six seulement pour le Club sportif des cheminots, El Makarem de Mahdia et le Stade sportif sfaxien.
- Deux joueurs marquent quatre buts au cours d'un seul match : Hassen Bayou (CA) et Moncef Ben Hmida (ST), tous deux contre le Stade sportif sfaxien.
- L'invulnérabilité des gardiens de buts[3] est la suivante :
  - Sadok Sassi (CA) : 689 min ;
  - Mokhtar Gabsi (EST) : 573 min ;
  - Kamel Karia (COT) : 489 min ;
  - Raouadh Filali (CSC) : 464 min ;
  - Abdelmajid Karoui (SRS) : 463 min.
- Le nombre total de penalties accordés est de 28 dont vingt sont transformés.
- Le nombre de joueurs expulsés atteint 28 et seul le Sfax railway sport n'est pas sanctionné d'explusions.
- Le concours du joueur le plus fair-play[4] consacre Sadok Sassi :
  - Sadok Sassi (CA) : 27 points ;
  - Moncef Tabka (USMo) : 25 points ;
  - Mokhtar Dhouib (CSS) et Abdelmajid Jelassi (COT) : 21 points ;
  - Le Club athlétique bizertin est couronné au niveau des équipes.
- Le match le plus insolite du championnat est Club olympique des transports-Club athlétique bizertin (retour) où six buts sont marqués (tous de la tête).
- 21 arbitres dirigent les 182 matchs dont les plus sollicités sont :
  - Taoufik Ghayaza et Hédi Saoudi : 16 matchs ;
  - Hédi Zarrouk et Abderrazak Bessaoudia : 14 matchs ;
  - Hamadi Barka et Mustapha Daoud : 12 matchs.

## Portrait du club champion
- Président : Hamed Karoui ;
- Entraîneur : Abdelmajid Chetali ;
- Effectif utilisé (23 joueurs) :

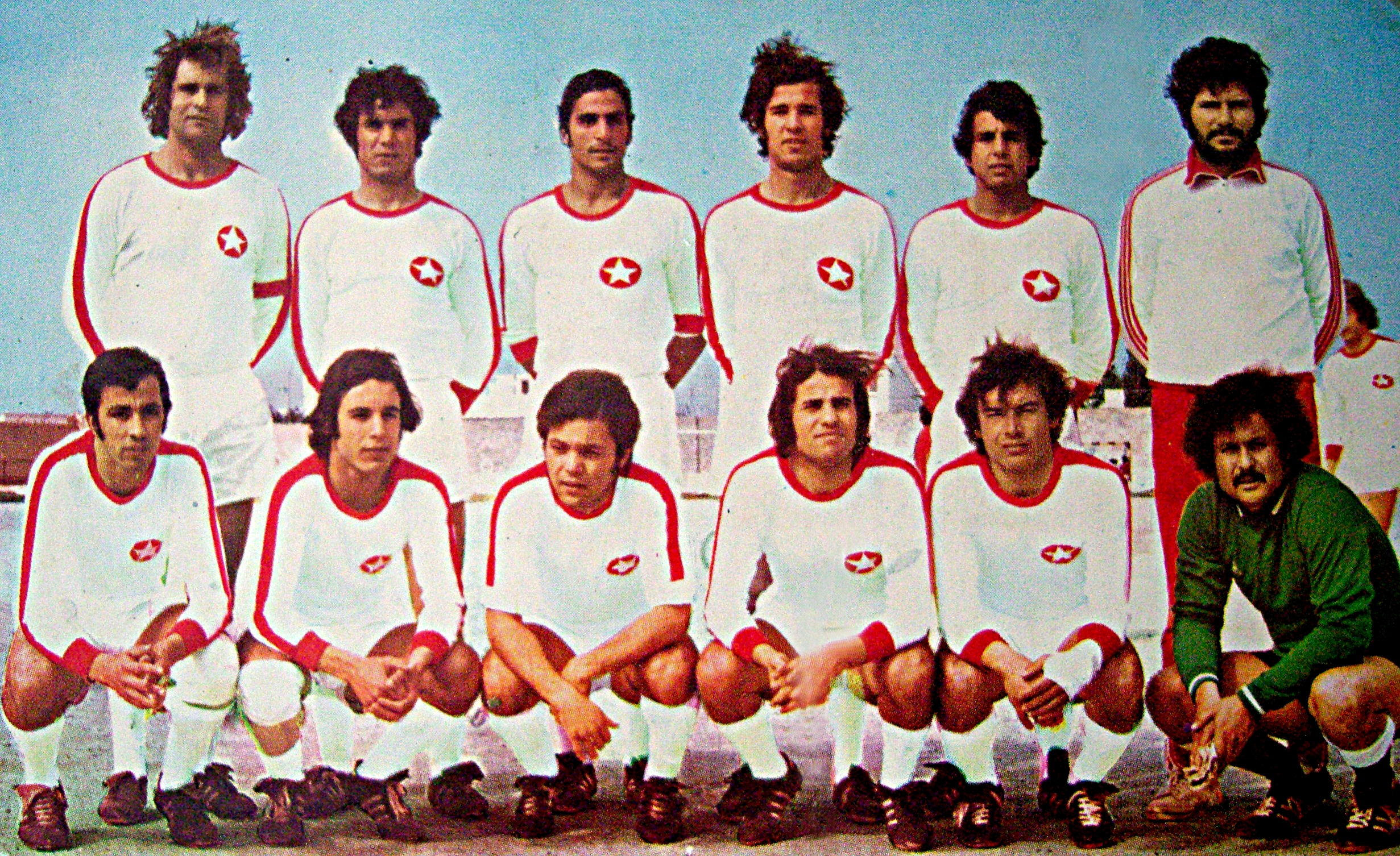
Équipe de l'Étoile sportive du Sahel, vainqueur du championnat.

  - Gardien de but : Ali Ajroud (26 m) ;
  - Défenseurs : Mohsen Habacha (26 m), Habib Bicha (26 m), Abdelhamid Bouguila (21 m), Amri Melki (18 m), Hédi Sahli (2 m), Mohamed Ajili (2 m), Said Gahbiche (2 m), Mounir Belkhiria (1 m) ;
  - Milieux de terrains : Mohamed Zouaoui (24 m), Anouar Cherif (23 m), Othman Jenayah (18 m), Moncef Gnaba (10 m), Ismail Laayouni (2 m) ;
  - Attaquants : Slah Karoui (26 m), Raouf Ben Aziza (24 m), Taoufik Hadigi (23 m), Hédi Ayèche (18), Abdesselam Adhouma (15 m), Ridha Ayeche (8 m), Hamadi Chouchan (6 m), Fethi Gafsi (5 m), Robert Snaphaan (1 m) ;
- Buteurs :
  - Abdesselam Adhouma : 9 buts ;
  - Slah Karoui : 7 buts ;
  - Mohamed Zouaoui : 6 buts ;
  - Taoufik Hadigi : 4 buts ;
  - Raouf Ben Aziza et Mohsen Habacha : 3 buts ;
  - Othman Jenayah : 2 buts ;
  - Hamadi Chaouchan, Ridha Ayèche, Hédi Ayèche, Anouar Cherif et Moncef Gnaba : 1 but ;
  - Baccar Ben Miled (ASM), contre son camp.